# Ansatsröret
Med ansatsrör (efter ty. Ansatzrohr, som ursprungligen betecknade resonansrummet hos blåsinstrument) avses vanligen en del av människans talapparat. Ansatsröret utgörs av kaviteterna (hålrummen) ovanför glottis (röstspringan) och omfattar farynx (svalget), munhålan, och de nasala kaviteterna. Termen ansatsrör syftar inte nödvändigtvis på specifika talorgan, utan till själva formen av talröret som ett enda system av de olika talorganens positioner när man talar. Utifrån källa-filter-modellen kan man betrakta ansatsröret som en typ av filter där vissa frekvenser i ljudet (från röstkällan) blir förstärkta genom resonans, medan andra frekvenser dämpas. Inom till exempel talteknologi definieras ofta de akustiska egenskaperna hos olika typer av språkljud utifrån formen på ansatsröret. Talteknologi syftar till att skapa syntetiskt tal (talsyntes).